# Theodor Oppermann
Carl Rudolph Theodor Oppermann, född 8 oktober 1862, död 7 februari 1940, var en dansk museiman och konsthistoriker.
Oppermann var 1897-1915 inspektör vid Ny Carlsberg Glyptotek, 1921-32 direkötr vid Thorvaldsens Museum, och har utgett Kunst og Liv i det gamle Florens (1895), Kunst og Liv i Nederlandene (1898) samt Kunsten i Danmark under Frederik V og Christian VII (1906), monografier över Hermann Ernst Freund, Wilhelm Marstrand och Ludvig Brandstrup samt arbeten om Thorvaldsens liv och alster (3 band, 1924-30).